# Attigny (Vosges)
Attigny is een gemeente in het Franse departement Vosges (regio Grand Est) en telt 262 inwoners (2005). De plaats maakt deel uit van het arrondissement Épinal.

## Geografie
De oppervlakte van Attigny bedraagt 16,5 km², de bevolkingsdichtheid is 15,9 inwoners per km².
De onderstaande kaart toont de ligging van Attigny (Vosges) met de belangrijkste infrastructuur en aangrenzende gemeenten.

## Demografie
Onderstaande figuur toont het verloop van het inwonertal (bron: INSEE-tellingen).